# Gynacantha remartinia
Gynacantha remartinia är en trollsländeart som beskrevs av Navás 1934. Gynacantha remartinia ingår i släktet Gynacantha och familjen mosaiktrollsländor. Inga underarter finns listade i Catalogue of Life.